# 青春出版社
株式会社青春出版社（せいしゅんしゅっぱんしゃ）は、日本の出版社。主に実用書、自己啓発書を専門とする。
主に、生活実用・自己啓発・健康・利殖といった日常生活に使えるちょっとした知識を、その分野の専門家ではない筆者を起用して、分かり易く作る点に特色が有る。

## 歴史
1955年5月、小澤和一（小沢和一）が24歳のとき創業。当時小沢の片腕だったのが大和岩雄で、主として編集に携わっていたのは大和の方で、小沢はもっぱら営業販売の担当だった。小沢が返品本を自分でこっそり流して個人の利益を得ているという噂が流れたことなどで、大和は小沢との仲を断ち切り、個人で大和書房を興す。大和と別れた小沢が次に組んだのが岩瀬順三だった。岩瀬は青春出版社の共同経営者になった。しかし岩瀬は小沢以上の"出版商人"であり、同時に編集にかけては鋭い才能を持つ男で、後にベストセラーが続出した「青春新書プレイブックス」や、試験にでる英単語（通称「でる単」）を生んだのも岩瀬だった。岩瀬は青春出版社にとんでもなく大きな遺産を残したが、小沢と岩瀬という共にアクの強い二人が共同経営者として上手くいくわけもなく、二人は次第に犬猿の仲になり、袂を分かった。岩瀬が去った後の青春出版社は、小沢の完全なるワンマン経営になり、順調に成長していった。

## 沿革
- 1955年5月、大和岩雄、小澤和一により創業。投稿雑誌『葦』を創刊。
- 1956年、のちに「青春新書プレイブックス」としてシリーズ化される『これだけは知らねばならない - これは便利だ』刊行。
- 1961年、大和岩雄が雑誌部門を分離し、大和書房として独立。
- 1970年、 曽野綾子『誰のために愛するか すべてを賭けて生きる才覚』が初のミリオンセラーとなる。
- 1980年、男性誌『BIG tomorrow』創刊。
- 1983年、女性誌『SAY』創刊。
- 2007年、美容健康誌『美人計画』創刊。
- 2005年、創業50周年を迎える。
- 2007年2月、SAY休刊。
- 2017年12月、BIG tomorrow休刊[5]。

## 主な発行物
- 『試験にでる英単語』森一郎著
- 『試験にでる英熟語』森一郎著
- 『算命占星学入門』和泉宗章著
- 『天中殺入門』和泉宗章著
- 『頭のいい税金の本』野末陳平著
- 『こんなにヤセていいかしら』川津祐介著
- 『それいけ!!ココロジー』シリーズ
- 『自分のまわりにいいことがいっぱい起こる本』原田真裕美著
- 『結局、「すぐやる人」がすべてを手に入れる』藤由達藏著
- 『思ったことを思い通りに書く技術』外山滋比古著
- 『地球非常事態宣言』大林辰蔵他著
- 『雀鬼流 無敵の勝負論』桜井章一著
- 『火事場の経済学 沈没寸前!この国に逃げ場はあるのか?』金子勝、青木雄二著
- 『責任者の条件』 森祇晶著
- 『世界で一番おもしろい地図帳』 おもしろ地理学会編
- 『世界で一番気になる地図帳』おもしろ地理学会編
- 『mixiでこんなことまでできた!』 mixiの達人クラブ著
- 『運転免許　気がつかない合格のコツ（仮免編）』（VHS）青春Hi-VIDEO
- 『運転免許　気がつかない合格のコツ（卒検編）』（VHS）青春Hi-VIDEO
- 『ゼロからはじめてシャツが作れる本』ごあきうえ著
- 『日本人のしきたり』飯倉晴武著

雑誌
- 『BIG tomorrow』（休刊）
- 『SAY』（休刊）

## レーベル
新書
- 青春新書インテリジェンス
- 青春新書プレイブックス

文庫
- 青春文庫